# Escut de Gavarda
L'escut de Gavarda és un símbol representatiu oficial de Gavarda, municipi del País Valencià, a la comarca de la Ribera Alta. Té el següent blasonament:
| « | Escut quadrilong de punta redona. En camp d'argent un castell del seu color, maçonat i aclarit de sable, sobre ones d'atzur i argent. Al cap, en camper de gules, una tau d'or. Per timbre, una corona reial oberta. | » |

## Història
L'escut fou aprovat per Resolució de 29 de setembre de 1998, del conseller de Presidència, publicada al DOGV núm. 3.377, de 20 de novembre de 1998.
El castell sobre les ones són les armories dels Pròixida, antics senyors de Gavarda. Al cap, la creu de tau com a senyal al·lusiu a sant Antoni Abat, patró del poble i titular de la parròquia.